# 平子哲充
平子 哲充（たいらこ てつみち、1981年9月23日 - ）は、日本の俳優である。本名：同じ。平子 テツミチ名義で活動していた時期がある。福島県いわき市出身。身長176cm。血液型B型。

## 出演

### テレビドラマ
- DRAMA COMPLEX 河井継之助 駆け抜けた蒼龍（2005年12月27日、日本テレビ） - 松代藩兵士 役
- 土曜ワイド劇場 温泉㊙大作戦 5（2008年1月19日、朝日放送） - 若い漁師 役
- 横浜見聞伝スター☆ジャン（2013年、テレビ神奈川） - ネクラー 役
- 魔法★男子チェリーズ（2014年、テレビ東京） - デューク東條 役
- バウンサー（2017年、BSスカパー!）

### 映画
- 武士の一分（2006年） - 島田家家来 役
- 築地魚河岸三代目（2008年） - 明日香の同僚 役
- 今田探偵事務所（2011年） - 斉藤 役
- 青いソラ白い雲（2012年） - 警察官 役
- 菊地朔太郎之英雄的行為（2012年） - ミスターネイキッド 役
- 希望の国（2012年） - 自衛官 役
- テレビでは流せない芸能界の怖い話（2014年） - Gさん 役
- ラブ＆ピース（2015年） - 清盛源二 役
- 新宿スワンII（2017年） - 刑務官 役
- 愛の病（2018年） - 原田タツヤ 役
- どうしようもない恋の唄（2018年） - 売人 役

### 舞台
- 国家〜偽伝、桓武と最澄とその時代〜（2013年3月、アロッタファジャイナ、作・演出：松枝佳紀） - 藤原種継・佐伯彦摩呂 役
- 被告人〜裁判記録より〜（2013年8月、アロッタファジャイナ、作・演出：松枝佳紀） - 磯部浅一 役
- ひたちなかのラベンダー（2015年7月、作・演出：吉田浩太） - 澤田義信 役
- 狼少年タチバナ（2015年9月、牧羊犬、作・演出：渋谷悠） - 主演・乾六郎 役

### バラエティ
- ますおかの完パケましょう 第7回・第9回（2007年、ファミリー劇場）

### CM
- ボートピア横浜（2013年）
- M2 Music School（2013年）